# London Scottish Football Club
Il London Scottish Football Club è una squadra di rugby a 15 britannica, con sede a Londra e iscritta sia alla Federazione rugbistica inglese che a quella scozzese.
Fondata nel 1878 a Londra da immigrati scozzesi, che lì si trovavano per varie ragioni (da cui il soprannome The Exiles, "gli Esuli"), milita in terza divisione nazionale, dopo essere stata anche, per un certo periodo, in Premiership, la massima divisione inglese.